# لوثر روي
لوثر روي (بالإنجليزية: Luther Roy) هو لاعب كرة قاعدة أمريكي، ولد في 29 يوليو 1902 في أولتيواه في الولايات المتحدة، وتوفي في 24 يوليو 1963 في غراند رابيدز في الولايات المتحدة.

## وصلات خارجية
- لوثر روي على موقعبيزبول رفرنس.كوم (الدوري الرئيسي) (الإنجليزية)
- لوثر روي على موقعبيزبول رفرنس.كوم (الدوري الثانوي) (الإنجليزية)